# 寶島後麗盲蝽
寶島后麗盲蝽（学名：Apolygus fuhoshoensis）为盲蝽科后麗盲蝽屬下的一个种。